# Der Feenball
Der Feenball oder Tischler, Schneider und Schlosser ist eine Faschings-Posse in 3 Aufzügen von Johann Nestroy. Das Stück wurde 1833 verfasst, allerdings zu Nestroys Lebzeiten nicht aufgeführt. Das Thema sowie den größten Teil des Textes verwendete der Dichter für den Lumpacivagabundus. Ähnliches gilt in geringerem Ausmaße für das ein Jahr zuvor geschriebene und ebenfalls nicht gespielte Werk Genius, Schuster und Marqueur.

## Inhalt
Beim Faschings-Feenball bittet Poverinus um die Hand von Brillantina, was von Fortuna entrüstet verweigert wird. Dadurch beleidigt sie Lumpacivagabundus, den Vater von Poverinus, und die Richterin Nemesis fordert von ihr, dass sie ihre Zustimmung zwar an eine Bedingung binden, aber nicht ganz verweigern dürfe. Fortuna und Lumpaci wetten, dass es der Glücksfee nicht gelingen werde, zwei von drei Lumpen durch Reichtum bekehren zu können. Sie zweifelt nicht an ihrem Sieg:
„Zu groß ist des Glückes Macht, welcher Sterbliche kann widerstehen.“ (I. Act, 3te Scene)
Die drei Wandergesellen Kmäh, Leim und Bum kaufen von ihrem letzten Geld gemeinsam ein Los, dessen Nummer sie geträumt haben. Sie gewinnen tatsächlich 100.000 Taler, die sie redlich teilen und sich dann trennen: Leim will nach Nürnberg und versuchen, seine geliebte Peppi zu bekommen, so sie noch unvermählt ist; Kmäh will nach Italien, um dort in Freuden zu leben; Bum plant eine Reise durch alle Weinkeller am Rhein. Doch vereinbaren sie, sich in einem Jahr wieder hier zu treffen.
„Und heut übers Jahr am Faschingdonnerstag, an den Gedächtnißtag unseres Glücks, kommen wir wieder alle 3 hier zusammen.“ (I. Act, 14te Scene)
In Nürnberg erfährt Leim, dass Peppi treu auf ihn gewartet hat und sie vermählen sich – Lumpaci muss eingestehen, dass er den einen der drei Lumpen an Fortuna verloren hat. Kmäh ist in Italien in die Hände der Betrüger Laura, Maccaroni und Parmesano gefallen, die ihm unter Versprechung eines falschen Marchese-Titels sein ganzes Geld abluchsen und fliehen – hier ist Fortuna die Verliererin. Bum sitzt im Gefängnis, seinen Gewinn hat er versoffen, verschleudert und den Rest für Strafen bezahlen müssen – auch hier muss Fortuna ihre Niederlage eingestehen.
Doch hat sie eine zweite Chance und drängt mit Hilfe der Fee Freundschaft den beiden neuerlich das Glück auf: Leim hat sich von der Treue seiner Freunde durch einen fingierten Bericht über sein angebliches Unglück und ihren Beschluss, ihm zu helfen, überzeugt. Er verspricht ihnen, sie bei sich aufzunehmen und dafür zu sorgen, dass es ihnen immer gut gehen werde.
Aber das ordentliche Leben in Leims Haushalt wird zuerst Kmäh so langweilig, dass er sich verabschiedet und wieder auf Wanderschaft geht. Auch Bum will lieber auf Sauftour gehen und er flüchtet ebenfalls. In einem Wirtshaus treffen die beiden zusammen und beschließen, ihr altes Lotterleben wieder aufzunehmen. Fortuna muss nun ihre Niederlage zugeben und willigt in die Hochzeit zwischen Poverinus und Brillantina ein. Die drei Freunde und Leims Gattin Peppi werden von Poverinus zur Feier eingeladen.
„Jetzt wünscht' ich aber auch die drey lustigen Brüder durch die unser Schicksal zum günstigen Ausgang gewendet wurde, heroben bey uns im Feenreich zu sehn.“ (III. Act, 15te Scene)

## Werksgeschichte
Um das Publikum auch während der Ballsaison ins Theater zu locken, veranstaltete Direktor Carl Carl in seinem Theater an der Wien ein sogenanntes „Carneval-Theater“, für das er geeignete Faschingsstücke benötigte. Sogar ein Vorhang mit einem Bild des Markusplatzes in Venedig wurde eigens angefertigt. Aus Zeitdruck startete er mit der dreißig Jahre alten Posse Der Tanzmeister Pauxel oder Faschingsstreiche von Ferdinand Kringsteiner (1775–1810), in der er selbst eine seiner Paraderollen spielte. Als drittes Stück führte er Johann Baptist Freys Der Zauberer Februar auf (mit Couplettexten Nestroys), ursprünglich als Eröffnung gedacht, nun aber zum Kaisergeburtstag gegeben. Der Feenball, der explizit als Faschingsposse angekündigt war und dessen erster und letzter Akt im Fasching spielen und dessen zweiter Akt in Venedig, der Hochburg des italienischen Karnevals, angesiedelt ist, sollte das Carneval-Theater beschließen. Da aber schon der Zauberer Februar verspätet auf die Bühne kam, reichte es für den Feenball zeitlich nicht mehr aus und Nestroy präsentierte ihn – teilweise umgearbeitet – unter dem neuen Titel Der böse Geist Lumpacivagabundus.
Als Quelle für den Feenball wurden von Nestroy die Erzählung Das große Loos von Carl Weisflog (1770–1828) verwendet, außerdem das darauf basierende Stück Schneider, Schlosser und Tischler von Josef Alois Gleich (1772–1841) und auch Teile seines eigenen, nicht aufgeführten Stückes Genius, Schuster und Marqueur (1832).
Otto Rommel reiht dieses Stück in die Kategorie jener Zauberstücke ein, „in welchen Geister leitend und helfend in das Leben der Menschen eingreifen, so dass die Geisterszenen nur einen Rahmen für die Szenen aus dem realen Leben bilden“ (Zitat). Dazu zählt er auch Die Zauberreise in die Ritterzeit, Der böse Geist Lumpacivagabundus, Müller, Kohlenbrenner und Sesseltrager, Die Gleichheit der Jahre und Die Familien Zwirn, Knieriem und Leim.
Ein eigenhändiges Manuskript Nestroys, die Reinschrift des ursprünglichen Manuskripts als Zensurvorlage, ist erhalten, darin ein Einlagezettel einer Vorzensur des Liedes von Blum (III. Act, 6te Scene; „Die Mod is bey d'Frauenzimmer […]“). Dieser Zettel wurde zerschnitten und von der Wienbibliothek im Rathaus unabhängig vom Manuskript erworben, weshalb der Zusammenhang beim zweiten Zettelfragment nicht sofort erkannt wurde und dieses getrennt katalogisiert ist.